# Museo Nómada

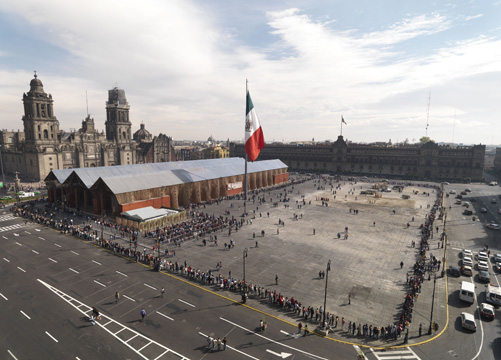
Inauguración de Ashes and Snow en el Museo Nómada, Ciudad de México (19 de enero de 2008).

El Museo Nómada (en inglés Nomadic Museum) es una estructura temporánea que contiene la exposición de fotografía y vídeo de cenizas y nieve Ashes and Snow, del artista Gregory Colbert. El primer Museo Nómada debutó en Nueva York en marzo de 2005. Después, el museo viajó a Santa Mónica (California) en 2006, Tokio en 2007 y la Ciudad de México en 2008. 
Gregory Colbert concibió la idea de un museo itinerante sostenible en 1999. Colbert imaginaba una estructura portátil que pudiera construirse con facilidad en puertos alrededor del mundo, creando ambientes transitorios para la obra en su viaje global. La primera instalación pública de Ashes and Snow en el Arsenal de Venecia que abrió en 2002, inspiró los estéticos y conceptos arquitectónicos usados en el Museo Nómada. 
Colbert transformó el interior del Arsenal de Venecia usando elementos atmosféricos como piedras, cortinas hechas de un millón de bolsitas de té de Sri Lanka, y técnicas minimalistas de luz. Fundado en 1104, el Arsenale fue usado originalmente para construir y lanzar barcos largos al mar a través de los canales venecianos. La arquitectura del interior fue un lugar ideal para la exposición de Ashes and Snow: el espacio monumental acomodó bien las obras fotográficas y videos en su formato grande. La exposición de Ashes and Snow ha sido un éxito crítico y popular y todavía es lo más asistido en la historia de un artista vivo.
Originalmente construido de contenedores grandes de carga, el diseño arquitectónico evoluciona durante su viaje.  El Museo Nómada más reciente en el Zócalo en la Ciudad de México fue la estructura más grande creada de bambú. La estructura, diseño del arquitecto Colombiano Simón Vélez en colaboración con Gregory Colbert, ocupó 5.130 metros cuadrados con dos galerías y tres teatros.  Por primera vez, el Museo Nómada incorporó guadua como un elemento de diseño para representar la historia única de México, ciudad originalmente rodeada de canales.  El diseño arquitectónico escogido honró la importancia simbólica del Zócalo como el centro de México-Tenochtitlán, la ciudad establecida por los Aztecas en una isla pequeña en el centro del Lago de Texcoco en 1325.  
El Museo es un proyecto en evolución, como otros elementos de Ashes and Snow y se transformará en lugares nuevos para adaptar a su ambiente y el contenido artístico de la exposición.  Colbert continúa colaborando con arquitectos innovadores para integrar avances en la arquitectura sostenible para dar una expresión nueva al museo en sus peregrinaciones.  
Ashes and Snow en el Museo Nómada abrió de nuevo en Brasil a principios de 2009.  